# Абдуррахман ибн Мулджам
Абдуррахма́н ибн Му́лджам (иногда: Мульджам, Мульджим) аль-Муради́ (араб. عبد الرحمن بن ملجم المرادي‎) — убийца четвёртого Праведного халифа Али ибн Абу Талиба.

## Биография
Согласно Ибн Юнусу в «Истории Египта» (араб. تاريخ مصر‎), Абдуррахман ибн Мулджам был родом из Бану Тадул, стал свидетелем завоевания Египта мусульманами, вырос в среде уважаемых людей, был набожным человеком, обучался Корану у Муаза ибн Джабаля. Ибн Мулджам был в числе тех, кого Умар ибн аль-Хаттаб рекомендовал наместнику Египта Амру ибн аль-Асу. После убийства праведного халифа Усмана, Ибн Мулджам примкнул к партии Али ибн Абу Талиба и участвовал в битве при Сиффине на его стороне, но затем резко переменил свои взгляды и переметнулся к хариджитам, которые были настроены против Али.

### Убийство Али ибн Абу Талиба
Абдуррахману ибн Мулджаму удалось спастись от гибели в битве хариджитов против войска Али ибн Абу Талиба при Нахраване. Во время хаджа 39 года по хиджре (конец апреля — начало мая 660 года) он встретился с двумя единомышленниками в Мекке и они договорились об устранении «виновников» раскола среди мусульман: Али ибн Абу Талиба, Муавии ибн Абу Суфьяна и Амра ибн аль-Аса. Есть сведения, что эти убийства должны были произойти в один и тот же день, но даты и обстоятельства покушений на Муавию и Амра неизвестны, из-за чего невозможно определить достоверность этих преданий. Существует также романтизированная легенда о красавице-куфийке, которая потребовала от Ибн Мулджама жизнь Али в качестве приданого.
В ночь с 14 на 15 рамадана (22 января 661 года) Абдуррахман ибн Мулджам вместе с сообщниками остался в соборной мечети Куфы после наступления времени разговенья. Когда Али ибн Абу Талиб после призыва к утренней молитве вошёл в мечеть со стороны киблы, Абдуррахман ибн Мулджам и его сообщник бросились к нему с криком: «Суд принадлежит Аллаху, а не тебе, Али, и не твоим людям с мечами!». Первый сообщник не смог нанести удар и бросился наутёк, но Ибн Мулджам сумел поразить Али в макушку и тот закричал: «Не упустите этого человека!». Люди набросились на Ибн Мулджама и схватили его, а его сообщники сумели уйти из мечети. Раненый Али промолвил: «Душу за душу, если умру, то убейте, а если останусь, то сам разберусь с ним».
Али ибн Абу Талиб прожил ещё два дня и скончался вечером субботы 16 рамадана (23 января 661 года). Поскольку тогда было принято считать началом суток наступление темноты, то арабские историки называют датой смерти 17 рамадана, а некоторые и вовсе путают день смерти Али с днём покушения. Абдуррахман ибн Мулджам был казнён сыном Али Хасаном по принципу кисас (воздаяние равным) 21 рамадана 40 года по хиджре (28 января 661 года).

## Оценка личности
Среди некоторых хариджитов Абдуррахман ибн Мулджам почитался как «наилучший из людей на Земле», а у шиитов убийца Али считается «худшим из творений в Судный день». По словам аз-Захаби, сунниты должны желать ему наказания адским огнём, а шариатское постановление касательно него схоже с постановлениями убийц других сподвижников Мухаммеда, от которых приверженцы сунны отрекаются и предоставляют решение об их наказании Аллаху. В то же время, ибадиты считают, что ибн Мулджам не был связан с хариджитами и убийство Али явилось результатом его собственного решения, о котором лидеры мухаккимитов (ранних хариджитов) не были проинформированы и к которому не имели отношения. Ибадиты осуждают этот поступок ибн Мулджама, как и сунниты, одновременно заявляя о непричастности ранних хариджитов к этому преступлению. Таким образом, ибадиты считают, что культ почитания Абдуррахмана ибн Мулджама возник гораздо позже у крайних сект хариджитов, таких как азракиты, которые, по мнению ибадитов, отошли от «правильного пути».

## В популярной культуре
- Роль Абдуррахмана ибн Мулджама в сериале «Имам Али»[англ.] сыграл иранский актёр и режиссёр Карим Акбари Мубараке[англ.].